# Juan Gil (obra de teatro)

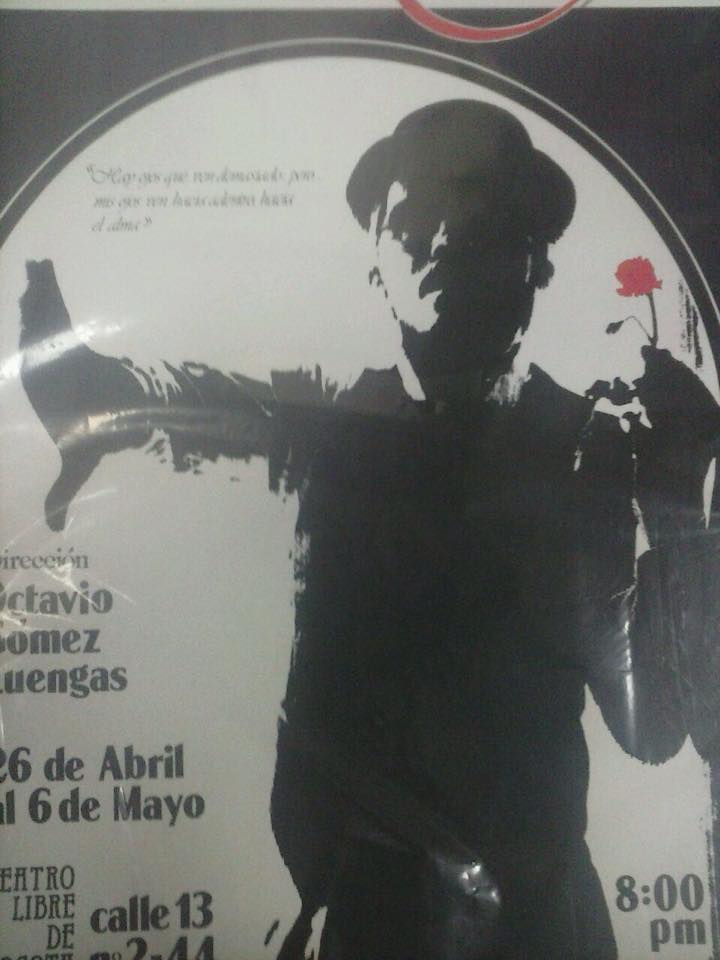
Afiche de Juan Gil bajo la dirección de Octavio Gómez Luengas. Póster realizado por Jorge Enrique Machetts

Juan Gil es una obra de teatro poco conocida del célebre poeta y novelista colombiano José Eustasio Rivera (1888-1928), la cual fue concebida entre 1911 y 1912, mientras este vivía y trabajaba en el poblado de Ibagué como inspector escolar. Aunque nunca fue publicada en vida del autor ni mucho menos llevada a las tablas, se sabe que fue recitada por el joven huilense en las tertulias —que auspiciaba Luis Eduardo Nieto Caballero— de la revista Cultura, donde al parecer tuvo buena acogida.

## Argumento
La obra es una fuerte crítica de los valores de la familia burguesa en la sociedad santafereña de la época; son seis los personajes y dos los escenarios: el costurero de Pilar “arreglado con gusto” y un amplio jardín con “rosal” al interior de la casa. Lo que tenemos sobre el escenario al levantarse el telón es una bella, frágil y sarcástica mujer de 24 años, Pilar, que espera un hijo ilegítimo y se ha casado para ocultarlo; un ciego celoso llamado Juan Gil de 50 años que da nombre al drama y vive aún con su madre; un apasionado joven, Mario, de 23 años que presume ser poeta y lleva una vida demasiado licenciosa; una lúcida anciana, Rita, que oculta a su hijo un fragoso secreto por el decir de las gentes; un médico, Mauricio Millán, de 45 años, viejo pretendiente de la joven esposa y médico de la familia; y, finalmente, una mujer imprudente y cariñosa, de 32 años, Tránsito, que se ocupa del cuidado de Pilar y de las labores domésticas de la casona. A través de estos personajes, el joven Rivera recuerda la hipocresía de una sociedad basada en el prejuicio que conduce a la anulación del ser humano y a la desmitificación de la verdad como hecho liberador: “No nos importa / la verdad! Casi siempre la mentira / a la felicidad sirve de asiento, / y es más piadosa con su dulce engaño / que la verdad con su terrible lumbre” ( Herrera 177). El Nihilismo es la certidumbre de todos los personajes y aunque el gusto por los valores de la sociedad burguesa prevalece, todos sus signos son vaciados por el tedio: «Ni el amor a la familia, ni el amor a la patria, ni el amor por los ideales han escapado de esta sacralización de la nada, que ahora ocupa el centro de todo: “Si supieras que mi espíritu atribulado sangra y en silencio, y que todo lo miro insoportable aquí, y en donde quiera, desde el día que la verdad se abrió bajo mis ojos como ancho cráter, me tuvieras lástima”» (Herrera 157). La familia tolimense es tocada por la «descristianización que nació en la alta burguesía volteriana» y que ahora cubre todas las capas sociales de la vida santafereña, inclusive la sensibilidad de sus poetas: «Nunca fue concedido a los poetas dar felicidad sino en el canto. Todo se nos reserva en el ensueño, más de la vida real, con el más crudo materialismo, nos vengamos siempre» (Id. 186).

## Personajes
Juan Gil, ciego de nacimiento y esposo de Pilar: 50 años
Pilar, joven hermosa y esposa de Juan Gil: 24 años
Rita, madre de Juan Gil: 68 años

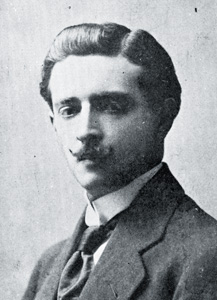
El joven Rivera mientras estudiaba Derecho en la Universidad Nacional. Fotografía: Biblioteca Nacional de Colombia

Mario, nieto licencioso de Rita: 23 años
Mauricio, médico personal de la familia: 45 años
Tránsito: ama de llaves: 32 años

## Antecedentes
Según el biógrafo de Rivera, Eduardo Neale Silva, la motivación inicial de la composición del drama fue el éxito, en 1908, de Los intereses creados, de la compañía española de Jacinto Benavente (1866-1954) y, posteriormente, el éxito internacional, en 1911, de la pieza Víboras sociales, del dramaturgo bogotano Antonio Álvarez Lleras (1892-1956). Juan Gil caminó a ciegas por más de sesenta años y solo vio la luz en diciembre de 1971, cuando el padre Luis Carlos Herrera Molina, asistido por la editorial de la Universidad Javeriana, se hizo cargo de su primera revisión crítica en un texto intitulado Rivera dramaturgo, que publicó la revista Universitas Humanistica. También por Neale Silva sabemos que, además de Juan Gil, Rivera había concebido para el año de su muerte más de siete dramas, de los cuales conocemos solo cinco nombres: Cloveo, La novia ignorada, Los escarabajos, Las arrepentidas y El virrey. El autor perdió todos los manuscritos después de un viaje a Orocué y nunca pudo reconstruirlos. En una entrevista con Roberto Leivano expresaría que su verdadera vocación era el teatro y que optaba por no escribir y prefería pulir sus versos en la memoria, aunque confesó que en ocasiones sí lo hacía para declamarlos ante sus amigos de tertulia. El 1 de diciembre de 1928 José Eustasio Rivera murió en extrañas circunstancias a las 12: 50 p. m. en un hospital de Nueva York, y sus dramas, a excepción de Juan Gil, fueron devorados por el olvido.

## Temas
Los tópicos que aborda Juan Gil principalmente son: 
1. La mentira
2. El nihilismo
3. El amor no correspondido

## Influencias
El 5 de marzo de 1916 Rivera publicó en el Suplemento Literario de La Patria un artículo titulado «Enrique Ibsen», y el 16 de febrero de 1913 se imprimió en El Nuevo Tiempo Literario de Bogotá su ensayo «La emoción trágica del teatro». En dichos textos revela nombres de escritores, casi todos dramaturgos, que había leído y elogiaba: Bernstein, Álvarez Quintero, Echegaray, Henrik Ibsen, Rostand, Vital Aza, Esquilo, Shakespeare, Goethe, Corneille, Víctor Hugo, Calderón de la Barca, Dumas, Sand, Renán, Flaubert, Taine, Maupassant, Bjorson, Jonas Lie, Voltaire y Hauptmann.